# Mix Master Mike
Michael Schwartz (San Francisco, 4 d'abril de 1970), més conegut pel seu nom artístic Mix Master Mike, és un turntablist estatunidenc internacionalment conegut pel seu treball amb Beastie Boys.

## Biografia
Nascut a San Francisco, Califòrnia, Mix Master Mike és d'ascendència alemanya i filipina. Va guanyar protagonisme en resultar vencedor del New Music Seminar de 1992/Supermen Inc. DJ Battle for World Supremacy a Nova York, esdevenint el primer DJ de la Costa Oest que ho ha aconseguia. El mateix any, va guanyar el DMC World DJ Championships com a membre del col·lectiu Rock Steady DJs amb DJ Qbert i DJ Apollo, fet que va comportar l'establiment de Mix Master Mike com un dels DJ preeminent en de l'escena hip hop. Aquest èxit va ser seguit pel triomf als DMC Championships de 1993, aquesta vegada formant part del duo Dream Team també amb DJ Qbert.
Mix Master Mike, DJ Qbert i DJ Apollo van ser els membres fundadors del grup de turnabilism Invisibl Skratch Piklz. Després de retirar-se del món de la competició, Mix Master Mike i DJ Qbert es van convertir en jutges dels Campionats DMC de 1995.
El 1995 va ser guardonat amb el premi The Grand Wizzard Theodore per la seva labor a la International Turntablist Federation. Ha col·laborat amb músics com Ozzy Osbourne, Tommy Lee, Rob Zombie, Fela Kuti i Joss Stone, entre d'altres.
Això no obstant, el treball més destacat de Mix Master Mike ha estat amb el grup de rap Beastie Boys. Va començar treballar amb la banda a Hello Nasty (1998), To The 5 Boroughs (2004) i Hot Sauce Committee Part Two (2011). També apareix al senzill «Alive», llançat el 1999 com a promoció de l'antologia retrospectiva The Sounds of Science. Tant a l'estudi com a les gires internacionals, Mix Master Mike va ser l'últim DJ dels Beastie Boys, en reemplaçar DJ Hurricane, a qui havia precedit Doctor Dré que, al seu torn, havia substituït Rick Rubin «DJ Double R».
El seu disc en solitari Eye of the Cyklops va ser considerat el millor disc electrònic el 2000 als premis musicals de Califòrnia. El 2001 va publicar l'àlbum Spin Psychle. A Mix Master Mike se li atribueix la invenció del Tweak Scratch. L'scratch es realitza movent el disc cap endavant i cap enrere mentre el motor del plat està aturat. La inèrcia del plat fa que els sons s'alenteixin de manera inusual. També és conegut per la tècnica d'utilitzar un pedal wah-wah, un efecte sovint utilitzat pels guitarristes, amb els seus plats giratoris.
Mix Master Mike apareix com un personatge secret que es pot obtenir mitjançant un codi de trucs al joc de surf de neu SSX Tricky del 2002. També va contribuir amb la cançó «Patrol Knob» a la banda sonora del joc Jet Set Radio del 2000.
El 2011, Mix Master Mike, Lil Wayne i The Game es van unir al bateria Travis Barker per a la presentació en directe del seu àlbum de debut Give the Drummer Some. El 2019, Mix Master Mike va actuar al costat de Cypress Hill en un concert gratuït a Vancouver, al 420 Cannabis Festival, davant una multitud de 60.000 persones, tot i els esforços de les autoritats en cancel·lar l'actuació.

## Discografia

### Àlbums
- Juko (1991)
- Anti-Theft Device (1998)
- Eye of the Cyklops (2000)
- Spin Psycle (2001)
- Return of the Cyklops (2002)
- Bangzilla (2004)
- NaPALM ROCKETS (DubStep) (2010)
- The Magma Chamber (2015)
- Conquest (2019)
- Beat Odyssey 2020 (2020)

### EP, senzills imixtapes
- Neck Thrust One
- Rescue 916
- Terrorwrist Delivery Service
- Memoirs of a Serial Wax Killer
- Mixmasterpiece: Muzik's Worst Nightmare (1996)
- Surprise Packidge (1999)
- 30 Minute Massacre (2001)
- Plazma Ryfle (2015)
- Live! Beatdown volume 1 (2006)
- The Bolt-117 (2012)